# Paul von Rusdorf
Paul von Rusdorf ou Russdorf, ou encore Paul Bellizer von Rußdorf, né en 1385 à Roisdorf, près de Bonn et mort le 9 janvier 1441 à la forteresse teutonique de Marienbourg, est le vingt-neuvième grand maître de l'ordre Teutonique qu'il dirige de 1422 à 1441.

## Biographie
Paul von Rusdorf descend d'une famille de ministériels attachés à l'Église. C'est lui-même un frère chevalier pieux. Il est confronté très vite pendant son magistère aux difficultés d'un ordre en déclin, miné de l'intérieur et attaqué de l'extérieur.

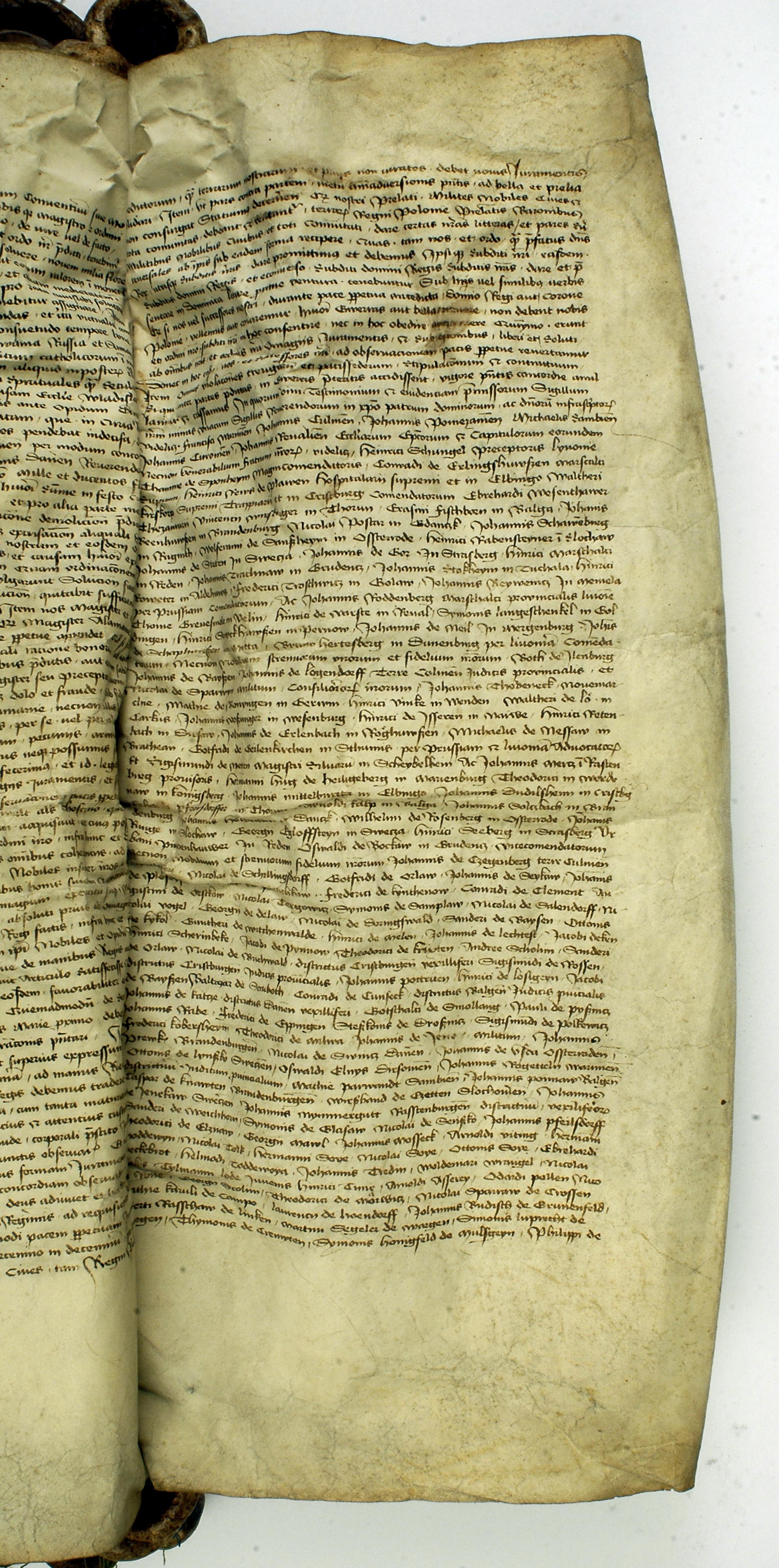
Paix sur parchemin signé par Paul von Rusdorf, Grand Maître de l'Ordre teutonique avec Władysław Warneńczykiem, le roi de Pologne, Sigismond Kiejstutowiczem, grand-duc de Lituanie et d'autres.

Les Polonais alliés aux troupes du grand-duc Vitold de Lituanie, auxquelles ils ajoutent des troupes tatares, valaques et russes, s'attaquent aux chevaliers en pénétrant sur leur territoire de Prusse, le 30 juillet 1422. C'est donc une armée d'une centaine de milliers d'hommes qui va tenter de prendre les places forces teutoniques. La Cujavie (région de Culm, actuellement: Chełmno) est mise à feu et à sang et la ville de Culm est incendiée par les Polonais qui en massacrent les habitants. Les chevaliers teutoniques demandent de l'aide de l'Empire, mais très vite le roi Jagellon décide de négocier. Le traité de Melno du 27 septembre 1422 donne à la Pologne la ville et le territoire de la commanderie de Nessau et la moitié des droits de passage sur la Vistule à Thorn (actuellement: Toruń). Le roi de Pologne obtient au détriment du grand-duc de Lituanie la Samogitie à titre personnel. Les troupes impériales arrivent après les négociations, mais Rusdorf ne cherche pas à reprendre la guerre et garde la parole donnée.
D'un point de vue intérieur, le grand maître cherche à donner une certaine liberté économique aux grandes villes de Prusse, où l'esprit de révolte grondait au fur et à mesure de leur prospérité et de leur accroissement. Rusdorf convoque en 1425 une assemblée des commandeurs de l'Ordre et des représentants des villes, à l'issue de laquelle Thorn et Dantzig obtiennent le doit de battre monnaie (réservé jusqu'alors au grand maître), pendant dix ans. Cinq ans plus tard, le grand maître réunit à Elbing, une nouvelle assemblée qui devra se réunir tous les ans pour traiter des affaires économiques et financières des villes. Ce Grand conseil national (Große Landsrat), présidé par le grand maître ou son représentant, comprend six commandeurs, six prélats, et quatre bourgmestres ou leurs représentants. Aucun impôt nouveau ne peut désormais être soulevé sans l'assentiment du consul. L'Ordre commence à partager son pouvoir. Dans l'esprit du grand maître, il fallait unir tous ses sujets en cas d'attaque étrangère (et donc polonaise), mais dans l'esprit du roi de Pologne, les paix négociées ne sont que des trêves entre deux guerres.
Le roi de Pologne déclare à nouveau la guerre en 1433, cette fois-ci avec l'appui de troupes hussites et taborites recrutées en Bohême et en Moravie. Ces huit mille mercenaires incendient, avec les troupes polonaises, la Nouvelle Marche et les villes et villages de Pomérélie. Ainsi les habitants de la ville de Dirschaw sont massacrés, lorsque la garnison teutonique décide de se rendre aux Polonais, et qu'elle-même est détruite. Cet exemple indigne se répète des dizaines de fois. Les Hussites, payés par le roi catholique polonais, se vengent des humiliations subies dans le Saint Empire, en massacrant les Prussiens catholiques alors qu'eux-mêmes commencent fortement à se pénétrer des idées de l'hérésie hussite. L'époque n'est pas à un paradoxe près, et Paul von Rusdorf doit combattre sur tous les fronts. De toute la Pomérélie, il ne reste que quatorze villages intacts.
Le traité de Lencici (en), le 15 décembre 1433, et le traité de Brzesc, le 31 décembre 1435 mettent fin à la guerre. Les chevaliers déjà endettés doivent payer de lourdes indemnités. Le grand maître est accusé de faiblesse par un certain nombre de chevaliers, comme le Deutschmeister (maître provincial de Germanie), Eberhard von Saunsheim, mais il est trop tard : l'Ordre est miné par une baisse de recrutement, la tentation hussite, l'éloignement de l'empereur qui doit lutter contre ses propres hérétiques, et l’affaiblissement de la papauté. Rusdorf destitue le Deutschmeister, mais celui-ci, reprenant le statut d'Orselen (1339) qui stipule que l'Ordre ne peut aliéner de territoire sans en référer au maître provincial de Germanie, fait annuler cette destitution par le chapitre de Mariental (à Mergentheim). Le concile de Bâle et l'empereur se rangent du côté du Deutschmeister et la charge de Rusdorf est déclarée vacante. Saunsheim est nommé vicaire de l'Ordre en 1438 en attendant une nomination en bonne et due forme.
Rusdorf réplique en réunissant une assemblée à Elbing, mais qui n'aboutit à rien de tangible. Au contraire, les bourgmestres et les notables des villes prussiennes, de peur de voir leurs privilèges s'évanouir en temps de difficulté, s'unissent en une ligue de Prusse, germe de dissensions. Cette ligue est officialisée le 14 mars 1440 à Marienwerder par les représentants de presque toutes les villes de Prusse et de la noblesse locale qui voulait agrandir ses domaines au détriment des terres de l'Ordre. La convocation de la grande assemblée le jour de l'Ascension 1440 par le grand maître, ne mène à rien ; les représentants éludent les difficultés du présent et votent au contraire la quasi-suppression des impôts de guerre, affaiblissant ainsi encore un peu plus l'État teutonique. Usé par la maladie et accablé par la défiance de ses sujets, Rusdorf décide d'abdiquer en décembre 1440. Il meurt un mois plus tard.
Son magistère correspond à une des périodes de crise les plus noires de l'ordre, tant d'un point de vue moral qu'économique.
Paul von Rusdorf est enterré à la chapelle Sainte-Anne de Marienbourg, comme ses prédécesseurs. Konrad von Erlichshausen lui succède.